# 斯氏悬钩子
斯氏悬钩子（学名：Rubus swinhoei），別名木莓、基隆懸鉤子、京白懸鉤子、裡白懸鉤子、高腳老虎扭。为蔷薇科悬钩子属，命名由來為紀念斯文豪對臺灣動植物界的貢獻。

## 發現
標本首次採集於1864年4月臺灣淡水，採集者為英國人R. Oldham，採集編號:142，模式標本存於英國倫敦自然史博物，Henry Fletcher Hance於1866首次發表學名於Annales des Sciences Naturelles植物學期刊。

## 分布
位於臺灣北、中部，海拔10公尺至900公尺山麓、平原以及海拔較高之地區。

## 形態
莖為1至4公尺高的半常綠灌木，成暗紫褐色，幼時短絨毛灰白色，老時脫落。單葉形態變化大，披針形至寬卵形皆有，長5至11公分，寬2.5至5公分，上端尖，淺心形底部，脈沿有柔毛，下方灰絨毛密被或近乎無毛。葉面下方密被灰絨毛，葉沿些許絨毛或無毛，邊緣具鋸齒狀，9至12對葉脈。0.5至1.5公紫褐色腺毛和稀疏針刺分長葉柄，灰白絨毛。花為5至6朵，花梗、花萼長0.1至0.3紫褐色腺毛，花朵直徑1至1.5公分，長1至3公分細梗，花苞柔毛與托葉時具鋸齒狀，卵形或三角形花萼，長0.5至0.8公分灰色絨毛，上尖全緣。果期時成反折狀，白色瓣片，成卵形或近圓形，具短柔毛，雄蕊多為花絲底部無毛較膨，雌蕊較雄蕊長，子房無絨毛，花期為5月至6月。球型果實，直徑1至1.5公分，由無絨毛小核果組成，熟時由紅綠紫轉黑紫，果核味酸澀具皺皮紋路，果期為7月至8月。

## 保育狀態
2017年臺灣維管束植物紅皮書列為：暫無危機。

## 扩展阅读
- 維基物種上的相關：斯氏悬钩子